# Holger Reenberg
Holger Reenberg (3 de septiembre de 1872 – 21 de marzo de 1942) fue un actor de nacionalidad danesa.

## Biografía
Su nombre completo era Holger Christian Frederik Reenberg, y nació en Copenhague, Dinamarca. Reenberg debutó como actor el 6 de septiembre de 1896 en Helsingør, actuando exclusivamente en provincias en los siguientes cuatro años.
Con posterioridad trabajó en diferentes teatros de Copenhague: Teatro Casino en 1900-1910, 1911-1912, 1914-1917 y 1935-1936; Dagmarteatret en 1910-1911 y 1917-1922; Folketeatret en 1912-1914, 1933-1934 y 1937-1939; Betty Nansen Teatret en 1922-1930; Teatro Real de Copenhague en 1930-1933, y Det Ny Teater en 1934-1935.
Se inició como actor cinematográfico en 1912, rodando varias cintas mudas antes de interpretar en 1931 su primera película sonora, Hotel Paradis.
A partir de 1939 y hasta su muerte colaboró con la empresa Fasan Bio.
El repertorio de Holger Reenberg constaba de papeles de carácter, aunque también llevó a cabo primeros personajes románticos. Además, su buena voz de cantante fue aprovechada en representaciones de operetas.
Holger Reenberg se casó tres veces. Su primer matrimonio, el 1 de junio de 1901, fue con la actriz Marie Sophie Christine Sørensen (4 de septiembre de 1876 – 4 de noviembre de 1942). Se volvió a casar el 12 de octubre de 1920 con otra actriz, Magda Helene Borving Eriksen (13 de noviembre de 1897 – 2 de marzo de 1976), con la cual tuvo una hija en 1919, Annelise Reenberg. El 18 de febrero de 1928 se casó con la actriz Ellen Carstensen Reenberg (12 de agosto de 1899 – 20 de noviembre de 1985), teniendo ambos un hijo en 1927, Jørgen Reenberg. Además, junto a la actriz Olga Svendsen tuvo en el año 1906 una hija, Elga Olga Svendsen. 
Holger Reenberg falleció en Frederiksberg, Dinamarca, en el año 1942. Fue enterrado en el Cementerio Frederiksberg ældre kirkegård.

## Filmografía
- 1912 : Efter Dødsspringet
- 1912 : Chaufførens Hemmelighed
- 1912 : Marconi-Telegrafisten
- 1912 : Nana
- 1912 : Skæbnens Veje
- 1913 : Skuespilleren
- 1913 : En Straamand
- 1913 : Doktor Nicolsen og den blå diamant
- 1913 : Møllevingen
- 1914 : Elskovsleg
- 1914 : Ansigtet bag Ruden
- 1925 : Ein Lebenskünstler
- 1928 : Filmens helte
- 1929 : Hallo! Afrika forude!
- 1931 : Hotel Paradis
- 1932 : Kirke og orgel
- 1934 : Barken Margrethe af Danmark
- 1935 : De bør forelske Dem
- 1935 : Provinsen kalder
- 1938 : Livet på Hegnsgaard
- 1940 : En desertør